# Mac向英特尔平台迁移
Mac向英特爾平台遷移是指蘋果公司在2005年至2006年期間把其Mac電腦及伺服器從IBM和摩托羅拉（現飛思卡爾）提供的PowerPC系中央處理器遷移至Intel的x86-64架構的中央處理器的一連串事件。
平台遷移計畫最初在2005年的WWDC大會上由該公司當時的首席执行官史提夫·喬布斯正式公布。這是蘋果第二次把其電腦的指令集架構更換。第一次發生於1994年。當時，蘋果把其電腦產品從摩托羅拉提供的68000系處理器遷移至PowerPC系處理器。
Apple的最初發佈的新聞稿預計平台遷移將會在2006年6月開始行動，之後在2007年末結束。然而，蘋果遷移行動的速度實際上比預料中快得多。蘋果首代配備英特爾處理器的Mac電腦於2006年1月就正式推出，並於同年8月推出替代Power Mac G5的Mac Pro和Xserve伺服器後宣布遷移行動完滿結束。
15年後的2020年6月，蘋果公司宣布他們會將其Mac電腦系列遷移至使用其自家研發的處理器，該遷移於2023年6月完成。

## 背景

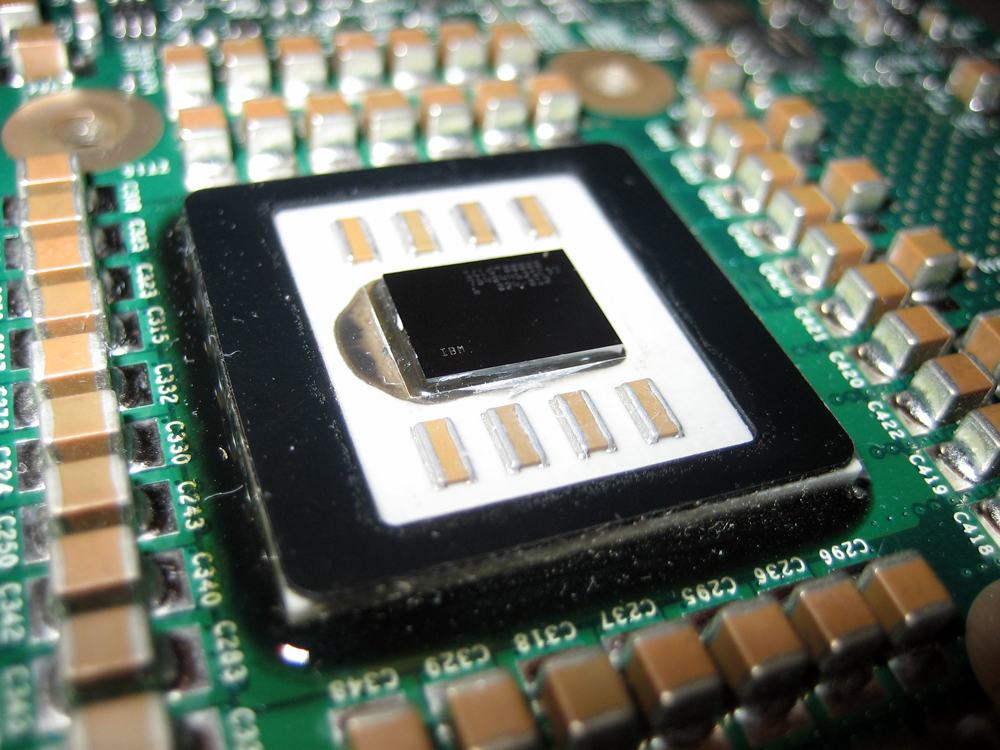
一枚PowerPC 970FX處理器。蘋果曾為其Power Mac G5電腦配備這個處理器

蘋果在宣布向英特爾平台遷移的行動時，該公司已經連續11年使用PowerPC處理器。
在2003年的WWDC大會中，喬布斯利用當年的重點演說時段推出配備PowerPC G5的Power Mac。 當時，Power Mac G5是市面上首部配備64位元處理器的個人電腦。
儘管蘋果方面曾承諾將於推出Power Mac G5後12個月推出一部配備3吉赫處理器的Power Mac，但這個承諾最後沒有兌現，而喬布斯本人則在2004年的WWDC重點演說中提及這個未能兌現的承諾。當時，他說IBM將其處理器生產水平移至90納米以下的過程中出現了問題。蘋果亦曾經於2003年提及過在未來希望推出一部含有G5處理器的PowerBook，但此願景最後亦無法實現。當時身為蘋果公司國際銷售和營運執行副總裁的蒂姆·库克亦在一次業績報告答問會中提及過這個問題，並稱把G5處理器放入PowerBook是「所有散熱挑戰之母」
在此同時，有媒體報道指IBM當局就向蘋果提供處理器這個低銷量生意有所顧慮。因為蘋果當時希望IBM能夠推出多種PowerPC處理器，所以IBM當局的顧慮亦導致IBM和蘋果之間的關係出現緊張。

## 歷史

### 1980年代
蘋果當局早在1985年建議將其電腦產品轉用英特爾處理器。當時，喬布斯剛剛離開蘋果公司，但當時的蘋果公司高層很快便否決了這個建議。

### 1990年代
蘋果在1992年開始代名為「星空奇遇」的秘密計畫。這個秘密計畫的目的就是將蘋果的Classic Mac OS System 7和其連帶應用程式移到一台兼容英特爾處理器的個人電腦運作。計劃於該年2月14日開始，並得到當時身為英特爾營運總監的安迪·格羅夫的支持。
當時，蘋果高層為星空奇遇計劃訂下期限，要求參與計劃的團隊必須在同年10月31日或以前提交一個可使用的雛型版產品。計劃團隊最後在期限內交付雛型版產品，並於同年12月交付一個可以使用的試用版。
星空奇遇計劃最後因為時任營運總監約翰·史考利離開蘋果公司和其他因素被擱置。接任蘋果營運總監的邁克爾·斯賓德勒則把蘋果的資源投放至遷移往PowerPC平台的計畫。這亦做就了蘋果第一次指令集架構更換。

### 2000年代初
星空奇遇計畫被擱置後數年，有關蘋果公司將它的作業系統遷移至英特爾平台的報道時有出現，並有報道指有一名軟件工程師曾成功地將蘋果的作業系統移植到一部配備英特爾處理器的電腦。
在2000年，有報道指蘋果即將宣布其電腦會遷移至英特爾平台，但蘋果當局最後沒有作出任何相關的公布。
在2001年，喬布斯與時任索尼社長安藤國威會面，並商討把OS X安裝到當時由索尼擁有的VAIO電腦系列。喬布斯在會面中更向安藤展現了一部正在運行OS X的VAIO電腦。這次談判最後無疾而終。
在2002年，有報道指蘋果有超過12個軟件工程師參與代名為「馬克拉爾」(Marklar)的秘密計畫。計畫的目的是維持OS X與英特爾平台的兼容性。儘管如此，IBM當局在2003年一個在其公司內聯網刊登的文章中說，蘋果當局認為將其系統移植至英特爾平台會帶來它想避免的大型軟件改變。
在2003年，再次有報道指蘋果即將宣布其電腦會遷移至英特爾平台，但蘋果當局最後亦沒有作出任何相關的公布。

### 2005年

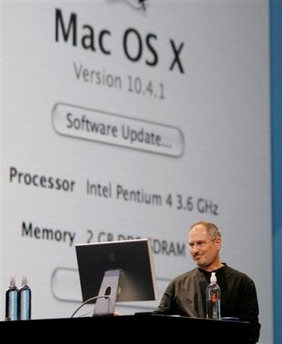
史提夫·喬布斯在2005年WWDC重點演說時公開顯示一台正在運行OS X，並配上奔騰4的Mac電腦

在2005年6月初（即當年WWDC大會開始前），再次有媒體報道指蘋果將會宣布其電腦會遷移至英特爾平台。蘋果當局果然在當年的WWDC重點演說中宣布這個遷移。當時，喬布斯說蘋果使用英特爾處理器的原因是因為英特爾的產品願景比IBM的更為上佳，
並指蘋果想推出更多新產品，但受到PowerPC的產品願景所限而未能成事。
其後，有報道指蘋果遷移至英特爾平台有另外因素，包括蘋果與IBM就處理器的價格而出現紛爭，和蘋果希望其用戶能夠在其電腦使用微軟視窗作業系統。

## 反應

### AMD
在蘋果宣布遷移至英特爾平台時，超微半導體 (AMD) 已經成為一家受遊戲玩家和經濟型電腦買家歡迎的處理器製做商。蘋果選擇英特爾而不選擇超微半導體此舉導致某些觀察家感到驚訝。但是，有觀察家認為蘋果不選擇AMD是因為AMD沒有低耗電的處理器。

### 就Rosetta性能的疑慮
蘋果公佈Rosetta二進制編譯器軟件時，當局稱Rosetta是為那些能夠在含有OS X和PowerPC G3處理器的Mac電腦運行的軟件而設計的。當時，有報道指經過編譯器處理的軟件在某些需要使用極大效能的作業時只能夠達到不需要使用編譯器處理的軟件60%至80%功力。這導致公眾就Rosetta的性能作出疑慮。

### 英特爾
在蘋果宣布遷移至英特爾平台時，有報道指因為英特爾長期靠攏微軟的關係，某些蘋果產品的忠實用戶對英特爾有一種仇恨的感覺。時任英特爾營運總監保羅·歐德寧亦指出英特爾與蘋果的關係因為蘋果曾經製作一些攻擊英特爾處理器性能的廣告而一度變差。
有記者亦曾經質問蘋果會否為其電腦貼上英特爾出名的Intel Inside (內含英特爾) 貼紙。喬布斯回答記者提問時說蘋果使用英特爾處理器是一件廣為人知的事，所以為蘋果電腦貼上Intel Inside的貼紙實屬多此一舉。
直至2020年，蘋果的產品均沒有被貼上Intel Inside貼紙。

### 歐思邦效應

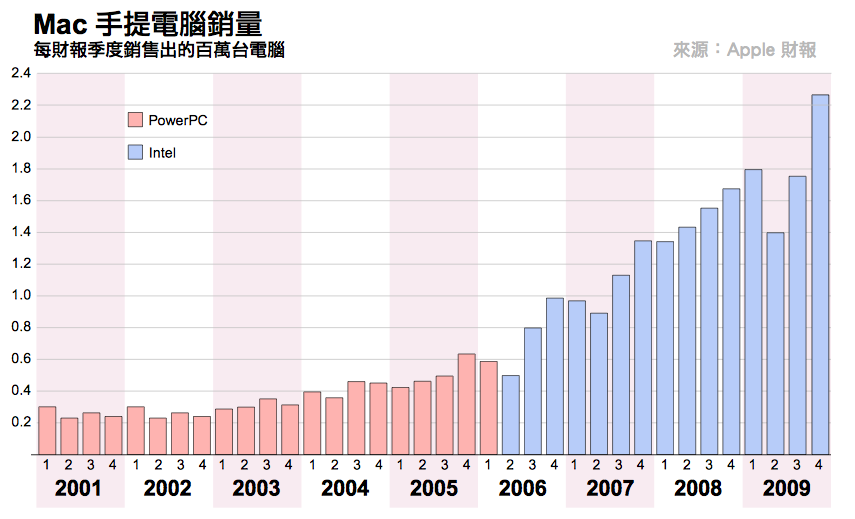
蘋果電腦銷情

當時有報道就蘋果的發佈會觸發消費者延遲或取消購買蘋果電腦產品（英文裡稱為「歐思邦效應」）而作出評論。
根據蘋果財政報告分析，2006年3月後的兩個財政季度間，Mac電腦的銷售額增加了19%和37%。歐思邦效應一說亦不攻自破。

### 產品兼容性
因為Mac OS 9的虛擬化技術Classic Environment並未有移植至x86、x86-64架構，所以配備英特爾處理器的Mac電腦不能在沒有適用PowerPC仿真器的情況下，使用為OS X以下的作業系統設計而沒有被移植至OS X的軟件。
有報道則點出遷移行動對第三者軟件兼容性的影響，並說因為軟件需要從新編譯才能兼容含有英特爾處理器的Mac，軟件開發者社區對這次的遷移行動反應不一。
在2006年，有報道指某些軟件公司，包括Adobe，Aspyr Media和微軟均未準備發表能夠兼容含有英特爾處理器的Mac的新軟件版本。

### 其他技術問題
早在1996年，有學者文章已經就英特爾和非英特爾處理器在處理位元組順序上的分別加以解釋。 因為英特爾平台使用小端序排列順序而PowerPC平台則使用大端序排列順序，很多軟件因為這個問題而不能從新編譯，並需要就位元組排列順序而做出修補。

## 遷移流程

### 2005年
蘋果在該年的WWDC大會中向軟件開發者們公布一台名為「開發者遷移包」(Developer Transition Kit)，內含配有英特爾處理器的Mac電腦和雛型版的Mac OS X Tiger和Xcode，以便軟件開發者們可以為他們的軟件編譯並加入英特爾兼容性。
以便容許為配有PowerPC處理器的Mac設計的軟件可以在為完成編譯前都可以在新的Mac電腦運行，蘋果當局亦推出了名為Rosetta的二進制編譯器。

### 2006年
在1月10日，蘋果推出了一部配備英特爾處理器的Mac電腦，並推出一部配備英特爾處理器，並代替PowerBook的專業型手提電腦。新電腦名為MacBook Pro。
在2月28日，蘋果推出一部配備酷睿處理器的Mac mini。
在4月5日，蘋果推出啟動程式開機切換 （英文: Boot Camp）的試用版。此啟動程式容許擁有內含英特爾處理器的Mac電腦用戶在使用OS X是亦可以使用Windows。
在4月24日，蘋果推出代替17寸PowerBook的17寸MacBook Pro。
在5月16日，蘋果推出代替iBook的手提電腦。新電腦名為MacBook。
在7月5日，蘋果推出代替eMac的特別17寸iMac。這款iMac被稱為「教育配置」版。
在8月7日，蘋果推出代替PowerMac並名為Mac Pro的高端電腦，並推出配有英特爾處理器的Xserve。蘋果當局指Mac Pro的推出亦代表長達210日的遷移行動完滿結束。

### 遷移行動完成後蘋果對PowerPC產品的支援
在遷移行動完成後3年的2009年8月，蘋果推出首個不支援PowerPC處理器Mac電腦的作業系統：Mac OS X Snow Leopard。
蘋果從Mac OS X Lion開始便不支援Rosetta。Mac OS X Lion於遷移行動完成後5年的2010年7月公開發售。
蘋果最後一個支援PowerPC電腦的軟件是於2012年6月11日發行的iTunes10.6.3。
根據蘋果政策，所有停售超過5年但未滿7年的產品均被視為過時。過時產品可繼續獲Apple維修供應商（包括Apple店）在存貨供應情況或法例規定的前提下提供硬件維修服務。所有停售超過7年的產品均被視為已停產產品並不能享有硬件維修服務。 根據此政策，所有含有PowerPC處理器的蘋果電腦均屬已停產產品。

## 長期影響
2016年，有一篇在Mashable刊登的文章指這次遷移行動令到一些想擁有一部Mac電腦，但不想完全放棄Windows的用戶可以透過開機切換或其他虛擬化技術而達至Mac和Windows兩者兼得的情況。
文章更說蘋果這個電腦平台在遷移行動後因為有更多開發者為其開發軟件而有所復興。儘管蘋果的銷量依然比視窗或其他電腦系統低，但蘋果已經強勢回歸。
由於蘋果的用戶普遍比較忠於該公司的科技，所以更加多的蘋果電腦用戶亦為蘋果公司帶來更多Apple Watch、iPad和iPhone銷量。

## 外部連結
- （繁體中文）Apple - Intel平台遷移 （页面存档备份，存于）
- （繁體中文）Apple - Rosetta （页面存档备份，存于）
- （英文）Intel EFI的開源實現，代號「Tiano」 Archive.today的存檔，存档日期2013-01-03
- （繁體中文）Apple提供的解決方案─Boot Camp，通過額外安裝另一個作業系統來執行Windows